# Christian Detlev zu Rantzau

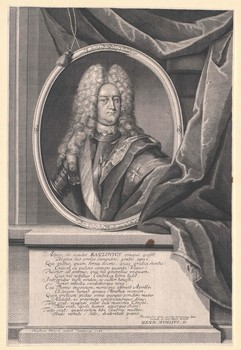
Christian Detlev zu Rantzau

Christian Detlev zu Rantzau (* 1670; † 10. November 1721 in Barmstedt) war ein Reichsgraf der Reichsgrafschaft Rantzau.
Er war ein Enkel des ersten Reichsgrafen Christian zu Rantzau. Christian Detlev trat das Erbe seines Vaters Detlev zu Rantzau an, nachdem dieser 1697 auf dem Gut Drage gestorben war. Seine Herrschaft war geprägt von Streitigkeiten mit dem dänischen König Christian V., der zugleich Herzog von Holstein war. Christian Detlev wurde angeblich durch seinen Bruder Wilhelm Adolf zu Rantzau ermordet. 

## Der streitbare Graf
Sein Vater hatte mit dem norwegischen Vizekönig Ulrik Fredrik Gyldenløve vereinbart, dass Christian Detlev dessen Tochter heiraten sollte. Die Gyldenløves stammten aus einer unehelichen Nebenlinie des dänischen Königshauses. Christian Detlev brach die Absprache jedoch und verweigerte die Ehe. Eine darauf ausstehende Vertragsstrafe von 30.000 Reichstalern zahlte er nicht, womit er sich den Groll des dänischen Königs zuzog. Das Verhältnis zum dänischen Königshaus verschlechterte sich noch, nachdem sich der Reichsgraf wegen territorialer Streitigkeiten mit Christian V. beim Kaiser des Reichs über den holsteinischen Herzog beschwerte. 
In seiner Grafschaft hatte Christian Detlev einen schlechten Ruf. Er galt als despotisch und schröpfte seine Untertanen finanziell so schwer, dass es wiederholt zu Aufständen kam. Um diese zu bekämpfen, erbat er sich 1705 die Hilfe Georg Heinrich von Görtz’, der als Vormund für den Gottorfer Herzog Karl Friedrich diente. Görtz schickte darauf 60 Dragoner in die Grafschaft, die auch nach Beendigung der Unruhen blieben. Die Gottorfer hatten Interesse an Christian Rantzaus Besitz und boten ihm 201.000 Taler für die Grafschaft, die dieser jedoch nicht veräußern wollte. Die kleine Besatzungsmacht blieb dennoch auf den Rantzauer Ländereien und aus Schleswig wurden sogar Beamte geschickt, die die Verwaltung der Grafschaft übernehmen und die Bevölkerung auf den Gottorfer Herzog einschwören sollten. Der dänische König und der deutsche Kaiser protestierten, doch intervenierten sie nicht. Erst durch die Ereignisse des Großen Nordischen Krieges und den Sturz des Hauses Gottorf 1713 nahmen diese Streitereien ein vorläufiges Ende.
Christian Detlev reiste 1714 nach Berlin, wo er 1715 inhaftiert wurde. Er wurde der Sodomie bezichtigt, der damals geläufigen Bezeichnung für homosexuelle Handlungen. Da der Reichsgraf nie verheiratet war und verschiedene Zeugen für die Vorwürfe gefunden werden konnten, verurteilte man ihn zur Haft in Spandau. Während dieser Zeit übernahm sein Bruder Wilhelm Adolf zu Rantzau die Verwaltung der Reichsgrafschaft. Christian Detlev bekam die Möglichkeit, sich freizukaufen, doch brachte er die vom preußischen König geforderten 50.000 Taler nicht auf. 
1720 wurde er aufgrund des Einspruchs des Kaisers aus der Gefangenschaft entlassen und kehrte nach Barmstedt auf sein Schloss Rantzau zurück. Während sein Bruder Wilhelm Adolf ihn dort erfolgreich vertreten hatte und zu einiger Beliebtheit im Volk gelangt war, führte Christian Detlev seinen früheren, ausschweifenden Lebensstil fort.

## Der Mord

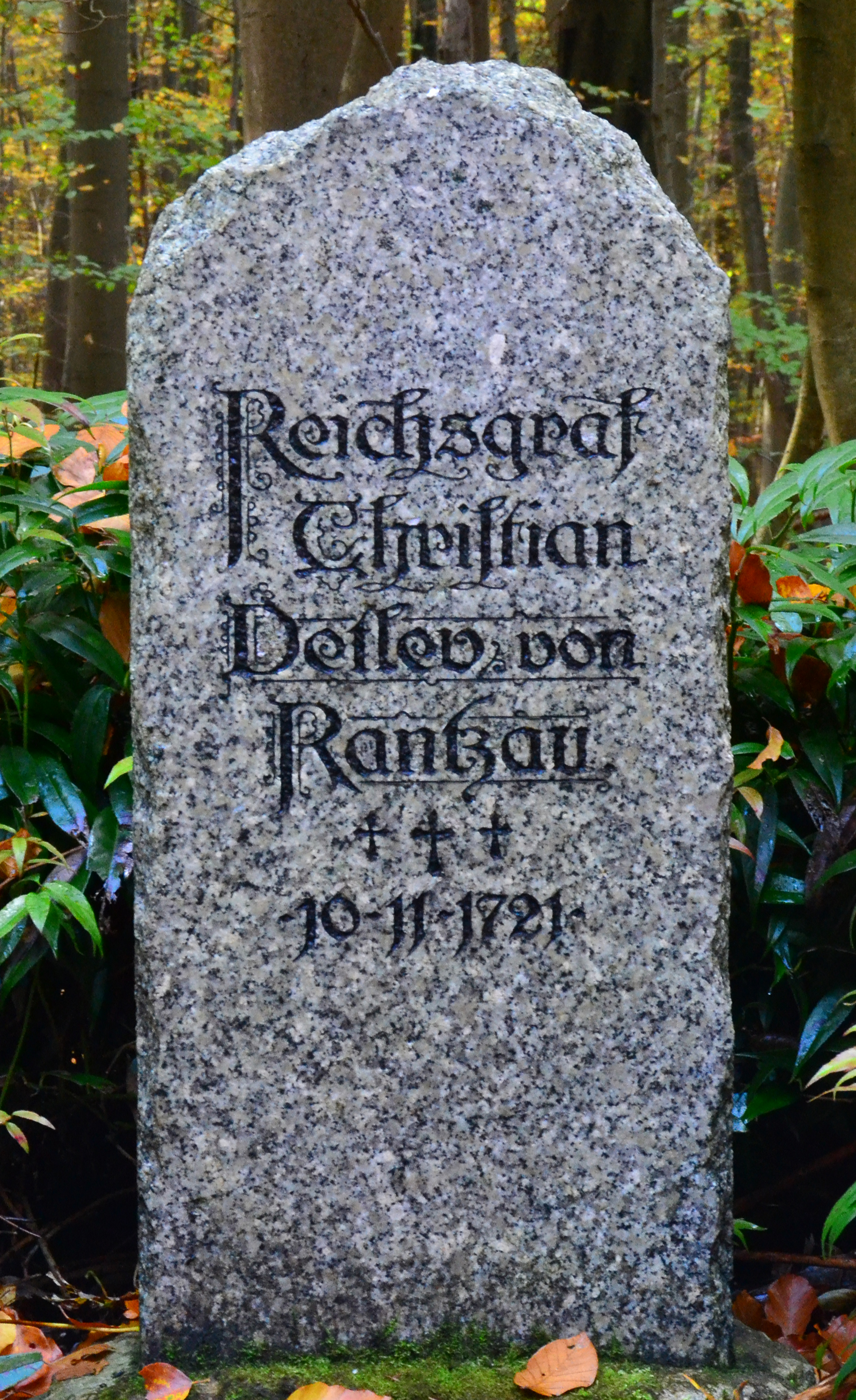
Der Gedenkstein an Christian Detlev zu Rantzau im Voßlocher Wald

1721 befand sich der Reichsgraf im Barmstedter Wald zusammen mit einem Begleiter auf der Schnepfenjagd, als ihn eine aus dem Unterholz abgefeuerte Kugel traf und tödlich verletzte. Ging man anfangs davon aus, dass es sich um einen tragischen Unfall handelte, so wurde kurz darauf der Bruder Wilhelm Adolf des Mordes verdächtigt. Bis in die Gegenwart konnte nicht bewiesen werden, ob und inwieweit die Anschuldigungen richtig waren. Wilhelm Adolf wurde dennoch als Anstifter des Mordes verhaftet und 1726 in Akershus eingekerkert, ein Leutnant namens Detlev Prätorius zum Tode verurteilt und enthauptet, weitere vermutliche Mitwisser ausgepeitscht und gebrandmarkt. Die Grafschaft und die Güter Drage, Breitenburg und Rantzau wurden bald darauf vom dänischen König konfisziert.
Am vermeintlichen Tatort im Voßlocher Wald bei Barmstedt erinnert heute ein Gedenkstein des Mordes an Christian Detlev zu Rantzau.

## Interessantes
Christian Detlev Rantzau war ein Cousin der Constantia von Cosel, der bekanntesten der Mätressen Augusts des Starken. Während seiner Haft in Spandau soll er dort den von August unterzeichneten Ehekontrakt verborgen gehalten haben, den der König benötigte, um sich ohne Aufsehen von der Gräfin Cosel zu trennen.